# Бонтеєнь
Бонтеєнь, Бонтеєні (рум. Bontăieni) — село у повіті Марамуреш в Румунії. Входить до складу комуни Шишешть.
Село розташоване на відстані 397 км на північний захід від Бухареста, 11 км на південний схід від Бая-Маре, 93 км на північ від Клуж-Напоки.

## Населення
За даними перепису населення 2002 року у селі проживали 249 осіб, з них 248 осіб (99,6%) румунів. Усі жителі села рідною мовою назвали румунську.